# Parfum
«  Fragrance » redirige ici. Ne pas confondre avec Fragrans.
Pour les articles homonymes, voir Parfum (homonymie).

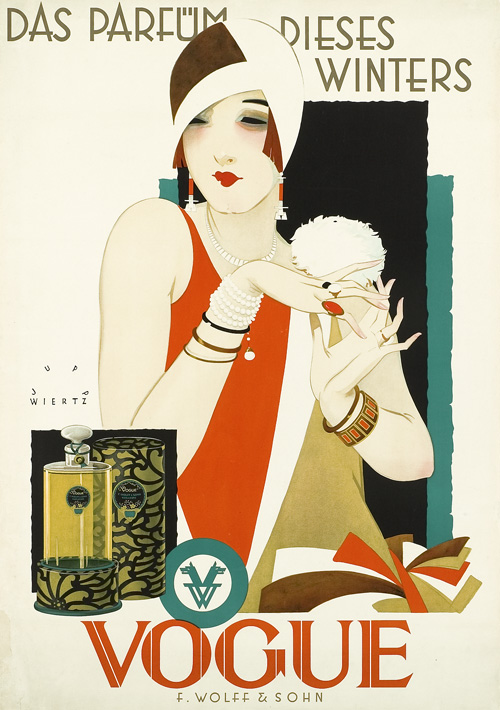
Le parfum de cet hiver - Vogue affiche de Jupp Wiertz, 1926/27

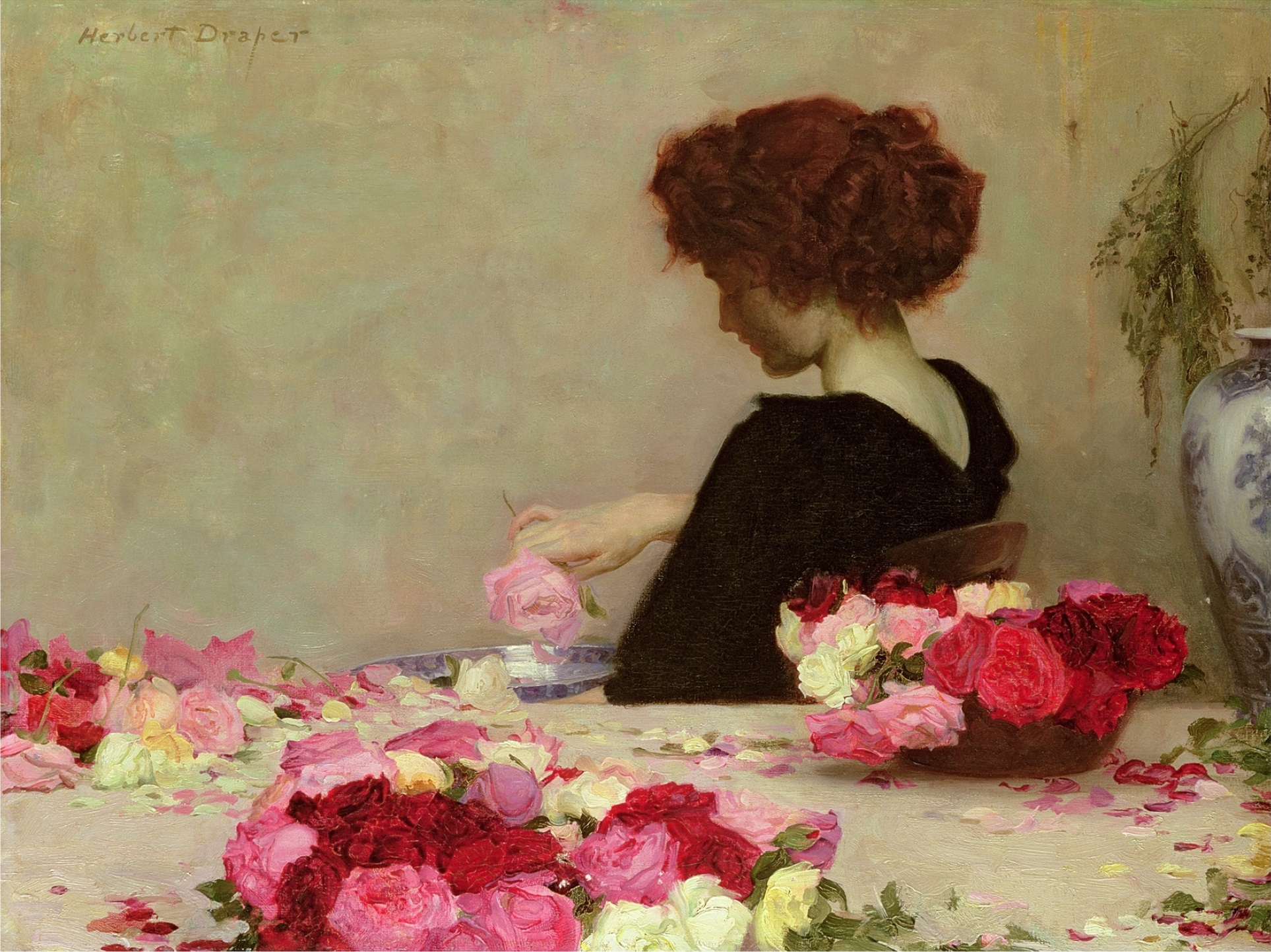
Herbert Draper, Pot Pourri.

Un parfum est une odeur ou plus souvent une composition odorante plus ou moins persistante naturellement émise par une plante, un animal, un champignon ou un environnement. Dans la nature, les parfums sont souvent des messages chimiques et biochimiques, et notamment des phéromones ou phytohormones.
Il peut aussi s'agir de l'émanation d'une substance naturelle (un extrait de fleur par exemple) ou créée ou recréée à partir de différents arômes, solvants et fixatifs destinés à un usage cosmétique ou à parfumer des objets, des animaux ou l'air intérieur. Il est alors généralement fabriqué à partir d'essences végétales et/ou de molécules synthétiques. L’usage de parfums par l'Homme est très ancien, remontant à la plus haute Antiquité.
La notion de parfum désigne aujourd'hui le plus souvent une composition olfactive particulière, fortement concentrée, proposée et conditionnée par différentes marques de parfums : on dit aussi « extrait ». La personne qui crée un parfum est appelée parfumeur, ou plus familièrement nez et cette activité est la parfumerie. Par abus de langage, « parfum » est aussi utilisé aujourd’hui pour désigner une eau de toilette, une eau de parfum ou une eau de Cologne. L'industrie des parfums est un élément important du secteur économique de la mode et du luxe, souvent associée à l'image de la France dans le monde pour les parfums de luxe.

## Étymologie
Le substantif masculin parfum est le déverbal de parfumer,,.
Le mot parfum viendrait de l’expression « per fume » qui signifie « par la fumée », probablement à la suite des usages traditionnels et anciens de fumigations sacrées, médicinales ou rituelles (par exemple d'encens ou de différentes substances végétales).
Le mot « parfum » est apparu tardivement dans la langue française (aucune mention avant 1528). Dérivé du verbe « fumer », il a d’abord évoqué des substances odoriférantes qui se brûlaient avant de prendre son sens actuel au XVIIe siècle.

## Les arômes et parfums dans la nature

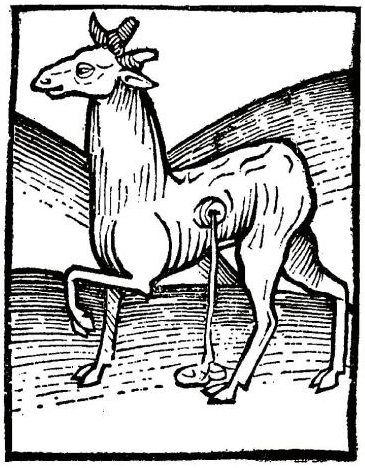
Gravure médiévale de 1490 représentant la récupération du musc sur un chevrotin porte-musc.

### Dans le monde animal
Dans le monde animal, le système olfactif joue un rôle majeur chez de nombreux animaux, interagissant fortement avec la communication hormonale ; La reconnaissance entre espèces et individus (« mâle - femelle », « mère - petits »), les mécanismes de la reproduction et certaines interactions sociales (relations hiérarchiques et de dominance) en dépendent souvent.

### Dans le monde végétal
Dans le monde végétal, des molécules odorantes (attirantes ou repoussantes, phytohormones) jouent également un rôle majeur.
En particulier des interactions écologiques fortes avec les pollinisateurs (abeilles, papillons, syrphes, etc.) sont en partie dépendantes des fragrances florales ; le parfum floral, l'amertume et le caractère sucré du nectar — par un dosage équilibré des substances attirantes et repoussantes — garantissent aux plantes une reproduction optimale. La fragrance d'une fleur, notamment pour celles qui se font polliniser de nuit (chèvrefeuille par exemple) a un double rôle : attirer et guider les pollinisateurs qui sont récompensés par du nectar et du pollen. La plante émet aussi des composants qui rendent le nectar assez amer pour que l'insecte n'en prélève pas trop ou pour éloigner des consommateurs de nectar qui ne seraient pas aptes à féconder cette espèce.
La plante émet aussi des substances protectrices pour sa fleur et pour les organes de cette fleur, ce sont des composés insecticides et fongicides toxiques tels que la nicotine chez le tabac. On a ainsi montré que des plants de tabac sauvage (Nicotiana attenuata (en)) génétiquement modifiés pour ne pas produire de nicotine ou de benzalacétone (parfum qui contribue à l'odeur du cacao, du jasmin et de la fraise) sont nettement moins bien fécondées et produisent jusqu'à 5 fois moins de graines,,.

## Historique du parfum utilisé par l'Homme

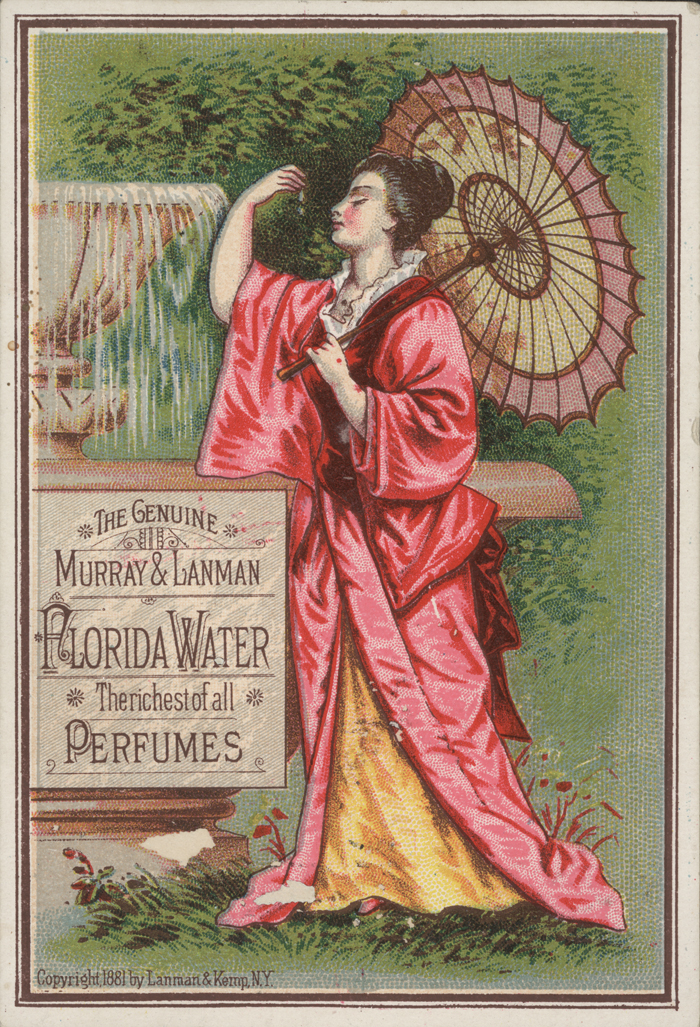
Carte publicitaire, 1881.

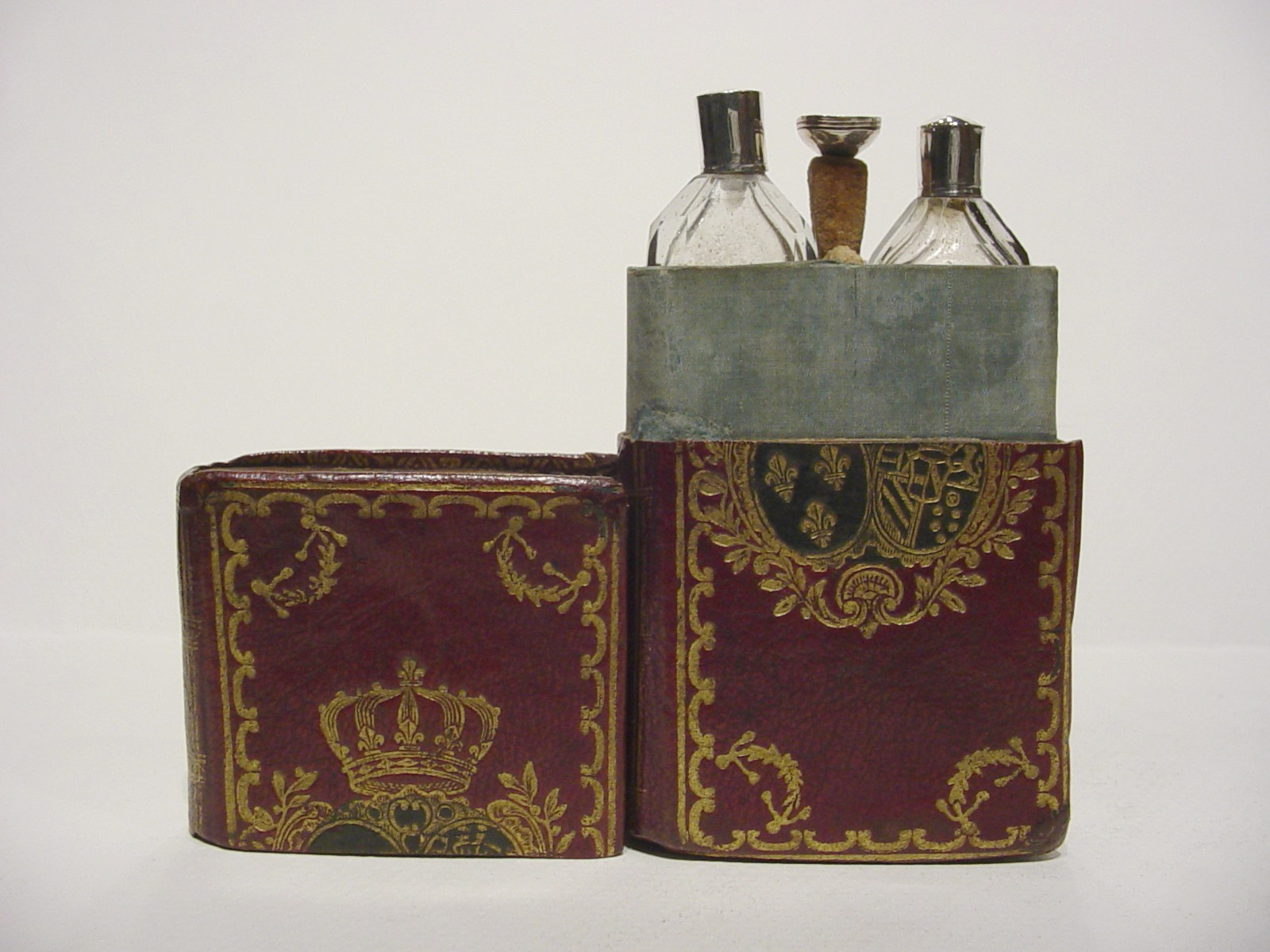
Parfumeur de Marie-Antoinette, épouse de Louis XVI.

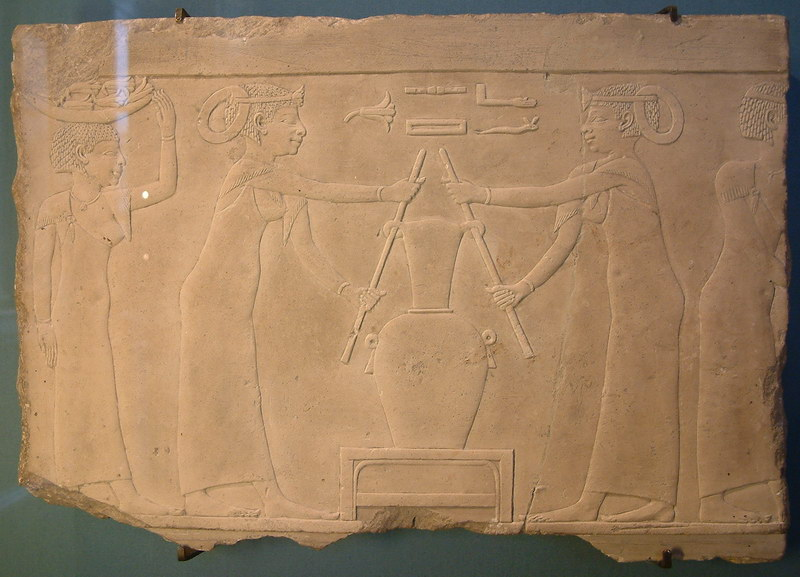
Préparation de parfum dans l’Égypte ancienne.

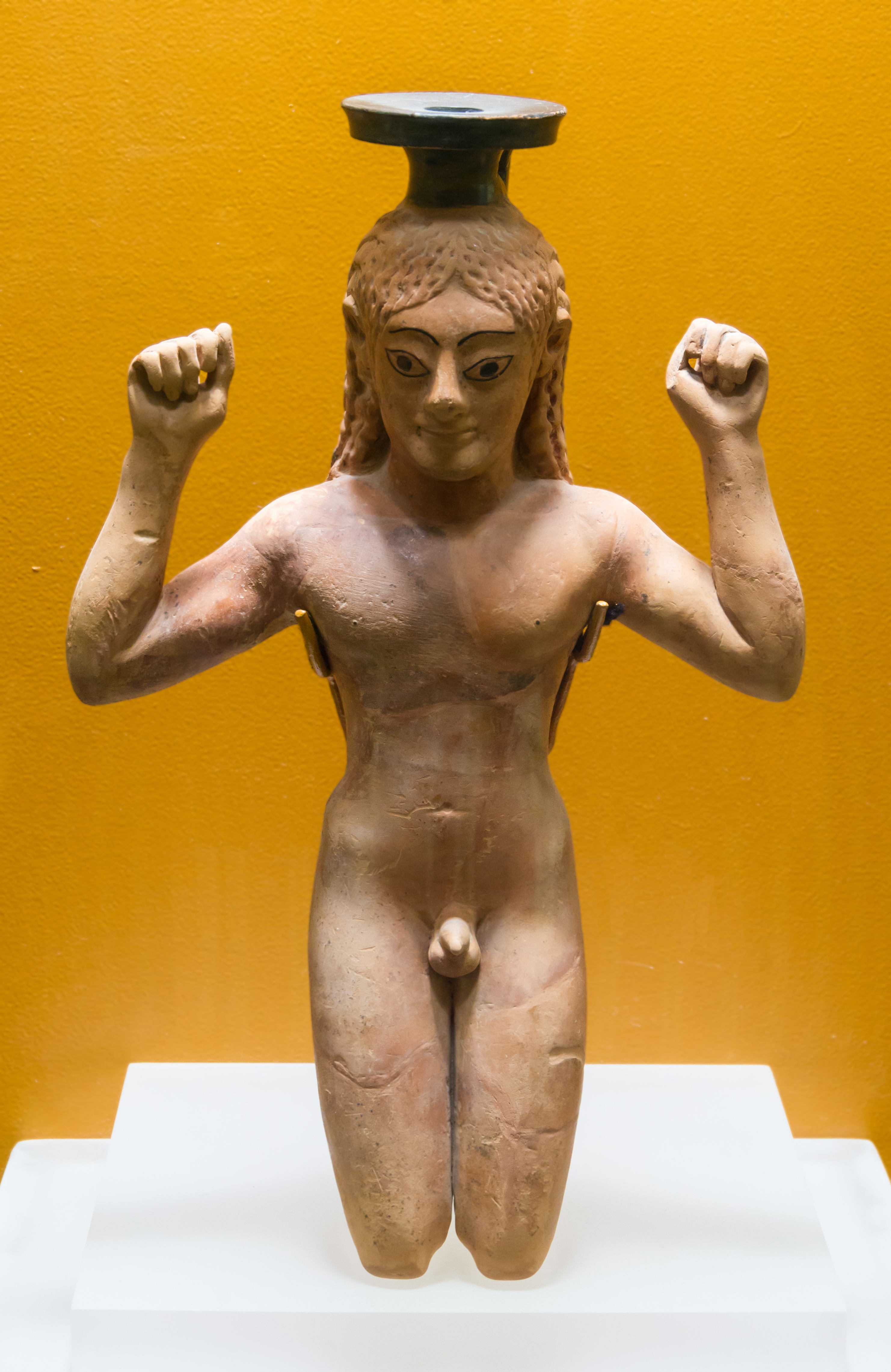
Flacon à parfum en forme d'athlète agenouillé, vers 540 av.J.-C.Musée de l'Agora antique d'Athènes, Grèce.

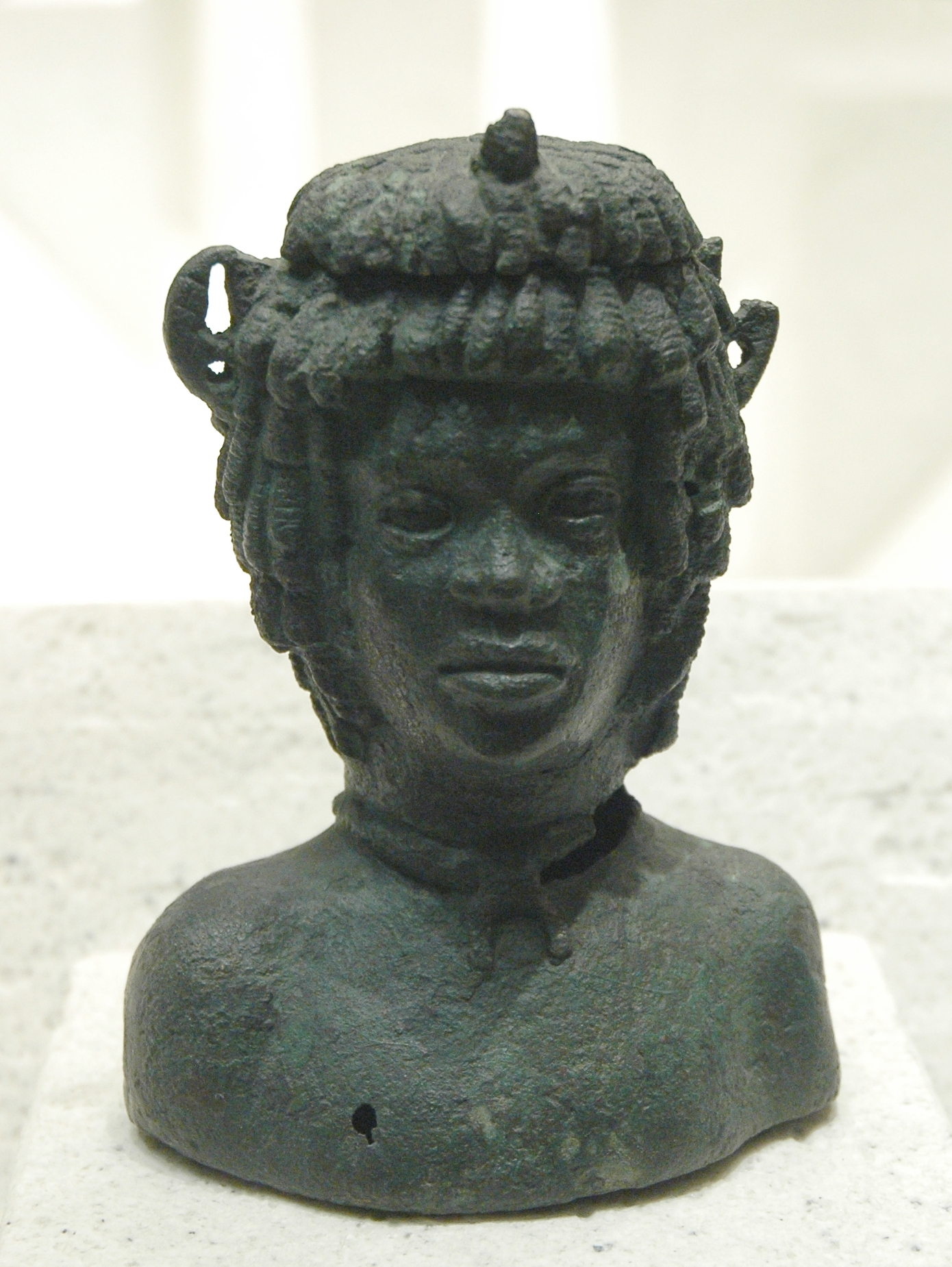
Vase à parfum romain, IIIe siècle av. J.-C.

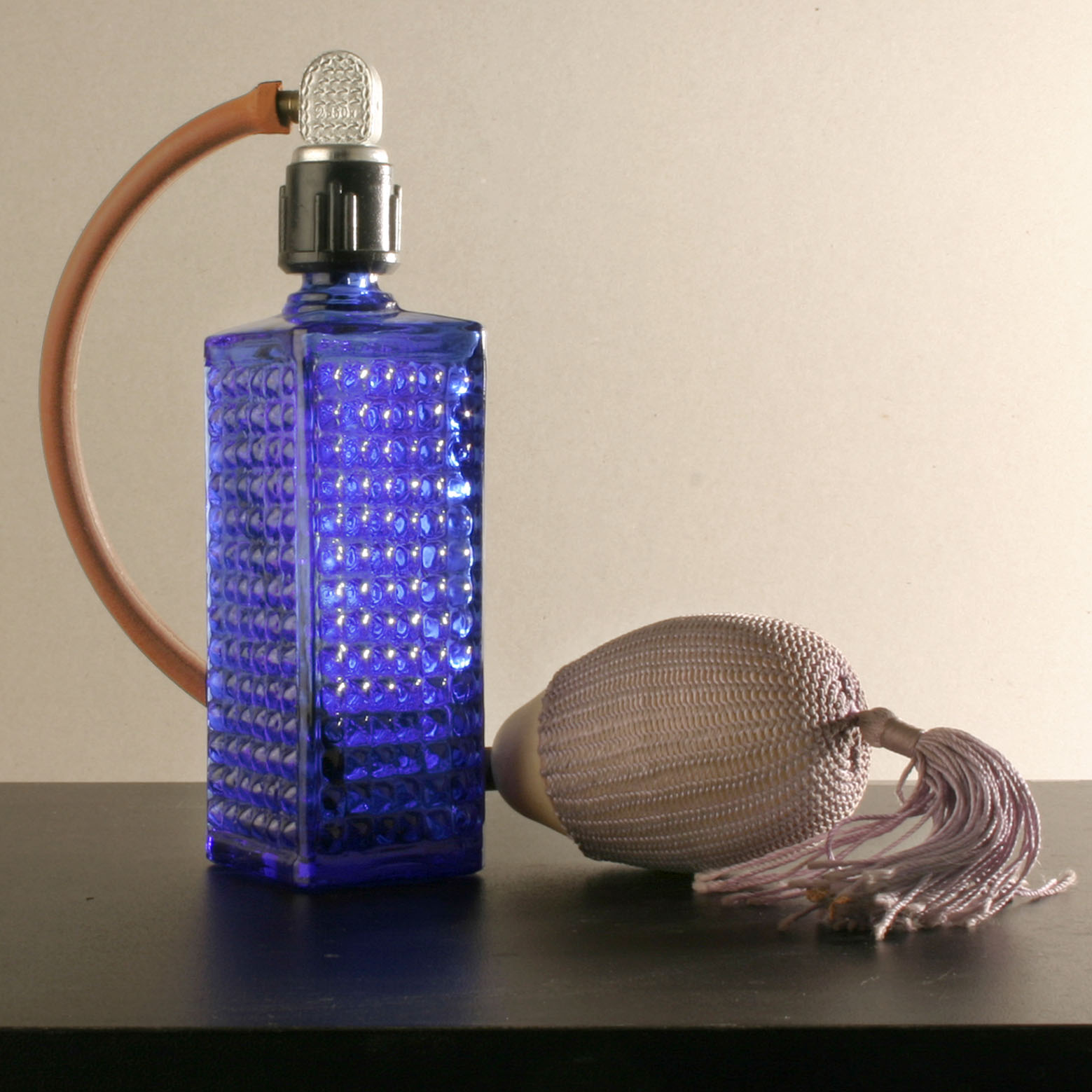
Vaporisateur à parfum, URSS, vers 1965.

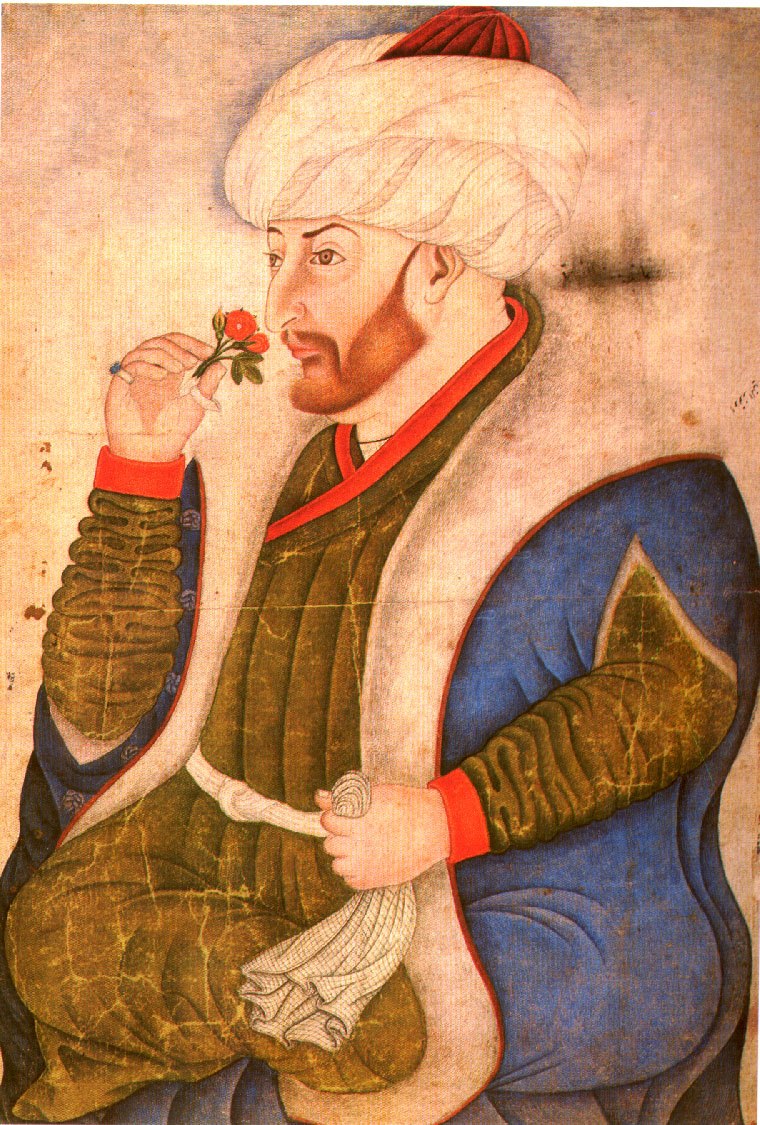
Le sultan Mehmet II sentant une rose, XVe siècle.

Dès le Néolithique, l'homme se frottait avec des essences et aromates probablement pour impressionner le gibier qu'il allait chasser. De nombreuses tablettes cunéiformes nous montrent que l’usage et le commerce du parfum étaient connus dès les Sumériens. Tous les peuples antiques en firent une grosse consommation, notamment les Égyptiens (Alexandrie possédait d’importantes fabriques de parfums à base de cannelle et d'encens : kyphi, Mendesien[pas clair] ; les prêtres-parfumeurs les utilisent en fumigations) et les Grecs qui se parfumaient à l'image des Dieux et de leur ambroisie pour obtenir leur protection et leur bienveillance. Les archéologues ont retrouvé quelques flacons de parfums des égyptiens qui témoignent du raffinement de l'époque. En 2019, une équipe de chercheurs a réussi à mettre au point un parfum utilisé deux mille ans auparavant et qui aurait pu être porté par la reine Cléopâtre. Même s’il a eu aussi un usage profane (les femmes l'utilisent pour séduire, les athlètes grecs étaient massés avec de l'huile parfumée des aryballes afin d'accroître leurs performances, les maisons grecques étaient aspergées de parfums censés avoir des vertus médicinales), il était surtout utilisé lors de pratiques religieuses (offrandes aux dieux dont les statues étaient ointes, embaumement des corps). Les techniques de production étaient rudimentaires, et le restèrent jusqu’à la fin du Moyen Âge : les produits étaient broyés, pilés, bouillis, imprégnés de matières grasses, et on utilisait surtout des écorces, des résines, des racines ou des matières animales servant de fixateurs (ex : musc). Un des parfums les plus utilisés a été l’encens, produit d’abord à Oman, et qui a largement contribué à la création des royaumes d’Arabie. À titre d’exemple, l’encens est cité 118 fois[réf. nécessaire] dans la Bible, dont 113 dans l’Ancien Testament. Sont également cités à diverses reprises la cannelle, l’acanthe, la myrrhe, le nard, l’aloès, le safran ou le roseau odorant.
Le commerce du parfum fit également la prospérité de villes phéniciennes et grecques. C’est le cas notamment de Chypre, où de nouveaux parfums furent mis à la mode, utilisant les fleurs (rose, iris, lys, jasmin), ou encore de Corinthe, qui passe pour la cité ayant commercialisé les flacons de parfum (aryballes et alabastres).[réf. nécessaire]
Le commerce du parfum se développe dans la Méditerranée orientale à l'initiative des Mycéniens au deuxième millénaire et au début du premier millénaire avant Jésus-Christ. L'Égypte est alors un des principaux lieux de production. À partir du VIIe siècle av. J.-C. la production se développe à Rhodes, Chypre et Corinthe. Corinthe devient le producteur principal de parfum aux VII et VIe siècles, les flacons sont principalement des alabastres et des aryballes. Vers le milieu du VIe siècle av. J.-C. se développe le parfum de Lydie fabriqué à Sardes.
Entre la fin du VIe siècle av. J.-C. et le début du IVe siècle av. J.-C., Athènes exporte principalement en Italie et en mer Noire de l'huile parfumée. Les récipients utilisés sont des lécythes et des alabastres décorés.
À partir de la fin du IVe siècle av. J.-C. il y a différenciation entre les parfums de luxe qui sont toujours conservés dans des flacons précieux et les autres en céramique commune. Il devient plus difficile d'étudier les échanges de ces parfums.
Les Romains continuèrent à utiliser les parfums, mais on ne leur doit guère d’innovations, sinon le remplacement de la terre cuite par le verre pour la confection des flacons. Durant certaines époques de la République, le parfum fut même interdit car il était accusé de rompre les citoyens.
À partir du Ier siècle les flacons en verre soufflé sont largement répandus dans l'Empire romain. L'évolution des formes des flacons permet de les dater mais pas d'identifier leur provenance.
Le Moyen Âge chrétien ne semble guère avoir fait usage des parfums (l'Église se méfiant de ces « artifices du diable »), sinon sous forme d'onguents, pommades, baumes, crèmes, encens, huiles parfumées, couronne de fleurs et lors de cérémonies religieuses. Les Arabes, maîtres des routes des épices, rapportèrent de Chine et d'Inde des aromates et les techniques, notamment la distillation mise au point entre le IXe siècle et le XIIe siècle. Dès le Haut Moyen Âge, les dignitaires francs et lombards reçurent de Bagdad, Cordoue ou Damas des aromates et onguents à la base de parfums très raffinés. Ils importèrent d'Inde des essences issues du pin, de la myrte, le cèdre ou la cannelle. Pour leur part, les Croisés rapportèrent d'Orient des huiles et peaux parfumées, des essences telles que le musc, l'ambre et le santal. Le parfum faisait alors partie de l’hygiène et de la toilette; on croyait même à ses vertus médicinales. Après les croisades, la consommation sembla en augmenter, en particulier sous forme de boules de savon et d’eau de rose.
Le grand bouleversement se produisit à la fin du Moyen Âge et à la Renaissance — notamment grâce à l'imprimerie qui permit la diffusion d'ouvrages arabes (Al kindi et Avicenne) sur les techniques de parfumerie — avec deux innovations : d’une part le perfectionnement de l’alambic, avec un système de refroidissement facilitant la distillation ; de l’autre la découverte de l’alcool éthylique, permettant de donner au parfum un support autre que des huiles ou des graisses. Ce support a comme avantage de bien dissoudre les huiles et graisses et de les faire s'évaporer progressivement. Le premier alcoolat célèbre en Occident fut l’Eau de la Reine de Hongrie (XIVe siècle), distillat à base de romarin et d’essence de térébenthine. Il s'agissait encore d'un élixir, c'est-à-dire le médicament le plus précieux, qu'on boit ou dont on se frictionne. L'usage en Occident de solutions alcoolisées comme diluant des parfums remonte au XIVe siècle lorsque Arnaud de Villeneuve apprend des Arabes le procédé de distillation et le diffuse en Europe (cette diffusion ne fut vraiment acquise qu'au XVIIIe siècle), notamment une macération de fleurs et de feuilles dans une eau de vie qu'il assimilait à la solution alchimique de l'or potable. La haute réputation d'Arnaud de Villeneuve et de la faculté de médecine de Montpellier où il enseigne aide à faire de Montpellier la première capitale occidentale du parfum moderne.
Le parfum acquit alors ses lettres de noblesse en Occident à mesure que l'hygiène reculait. On l’utilisait notamment pour camoufler les mauvaises odeurs et parfumer les vêtements, en particulier les gants, ou les éventails, le métier de parfumeur étant alors associé à celui de gantier, comme pour Jean-François Houbigant. La ville de Grasse devint la capitale du parfum, on y mit au point de nouvelles techniques permettant de mieux recueillir l’essence des fleurs fragiles. Au XVIIIe siècle, on parfumait tout, depuis le corps jusqu’aux vêtements et aux divers accessoires, notamment les cuirs. Mais il fallut attendre encore un siècle pour voir apparaître le vaporisateur. Une des grandes étapes dans l'histoire du parfum fut la création de l'eau de Cologne, lotion très prisée par Louis XV et Napoléon Ier. Elle fut créée par Jean-Marie Farina aux alentours de 1720 grâce aux progrès des techniques de distillation des alcools obtenus par fermentation des fruits et des céréales. Ces progrès permirent l'obtention d'alcools à haute teneur alcoolique, relativement neutres du point de vue olfactif, qui rendirent possibles de meilleures solubilisations et stabilisations dans le temps des fragrances. D'un succès constant depuis sa création, la formule de l'eau de Cologne est encore exploitée aujourd'hui. Ayant acquis les droits sur la formule originale lors de la reprise en 1862 de la maison Jean-Marie Farina, rue Saint-Honoré à Paris, Roger & Gallet produit encore une eau de Cologne Roger & Gallet Jean Marie Farina dite « extra-vieille ».
La Loi le Chapelier en 1791 proscrit la corporation des maîtres gantiers parfumeurs et favorisa la naissance de la maison de parfum. La dernière révolution eut lieu vers 1860, avec l’essor industriel et publicitaire dont les conséquences furent considérables : conditionnement fabriqué en série (jusqu'à cette époque la parfumerie était sur commande), apparition des grands magasins qui démocratisèrent la parfumerie et surtout arrivée des premiers produits de synthèse, liés au développement de la chimie organique. Ainsi, en 1882, Paul Parquet (en) créa Fougère royale pour Houbigant, le premier parfum faisant appel à un produit de synthèse, la coumarine. Aimé Guerlain, fils du parfumeur qui avait ouvert un magasin à Paris en 1828, créa en 1889 le premier parfum à éléments de synthèse à base de vanilline et de coumarine, Jicky. Suivront Trèfle incarnat à base de salicylate d'amyl de L.T. Piver en 1896, La Rose Jacqueminot de François Coty en 1904. Paul Poiret créa en 1911 la marque Les Parfums de Rosine, initiant la génération des couturiers-parfumeurs. La parfumerie moderne était née.
Le parfumeur qui se professionnalise distingue dorénavant son lieu de vente, appelé salon de vente, de son lieu de production (usines en périphérie des grandes villes).
La parfumerie française connut son âge d'or entre les années 1920 et 1960, s'imposant alors dans le monde entier jusqu'à l'arrivée de la concurrence sur le marché européen, notamment la parfumerie américaine avec le développement de la communication de masse et du mouvement marketing sociostyle (parfums « lifestyle », le premier étant Charlie (en) de Revlon en 1973).
La parfumerie se concentre dans quelques grands groupes internationaux depuis les années 1990.

### Reconstitution d'un parfum
En 2016, des archéologues tentèrent de reconstituer un parfum de plus de 2500 ans. En faisant des recherches sur le site archéologique d’Héraclée (aujourd’hui Poroclio en Italie), ils découvrirent de petits vases. Grâce aux anciennes fouilles établies sur ce site, et aux dessins qu’ils y avaient trouvé (pendant les recherches précédentes, ils avaient trouvé des peintures expliquant l’utilisation du parfum), ils purent déduire que ces vases comportaient des parfums — car les vases étaient identiques — , qu’ils étaient sous forme d’huile et que certains étaient rares. Leur but, était de pouvoir reconstituer, avec tout ce qu’ils ont retrouvé, un parfum de l’antiquité.
D’après des scientifiques, qui travaillaient avec les archéologues, il était possible de retrouver des résidus chimiques car les composants organiques s’étaient imprégnés dans la céramique. Ce furent certaines molécules (hydrophobes) conservées dans la céramique qui permirent de connaître les constituants de base du parfum. À l’aide des techniques actuelles, ils purent découvrir du camphre. C’était un des constituants principaux du parfum, il en donnait l’odeur. Le camphre était une plante provenant de la région Méditerranéenne. Ils purent donc, grâce aux plantes découvertes lors des résultats de l’analyse et des indices, reconstituer un parfum vieux de 2500 ans.
Les parfums d’antiquité avaient une odeur imposante pour caractériser la classe sociale et ces archéologues réussirent à le sentir et le prouver.
« Le parfum est pour eux (les Grecs) une façon de se distinguer au sein de leur société […] Plus un individu dégage un parfum raffiné, plus il se rapproche de la perfection divine. Symbole de séduction, de sensualité, mais aussi d’hygiène et de bien être » émission de Peter Eeckout, archéologue. Cette citation nous démontre l’importance du parfum et de l’odeur à cette époque.

## Technique de fabrication de parfum

### Matières premières
La base même du parfum fabriqué par l'Homme est de l'alcool qui permet de solubiliser les essences et molécules odorantes.

#### Matières premières végétales

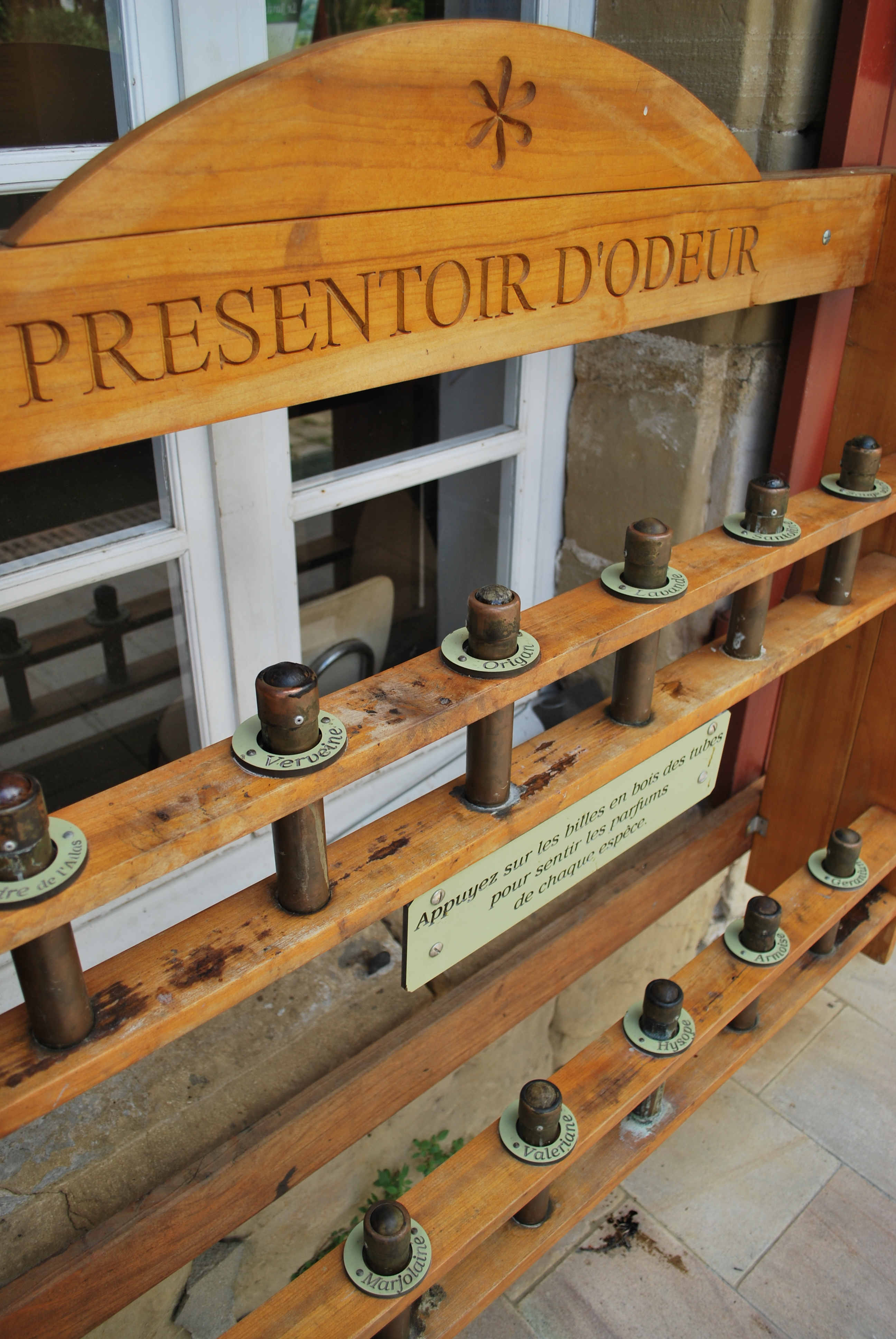
Présentoir d'odeur au Jardin botanique de Bayonne.

##### Fleurs
Les plus nobles sont sans doute la rose et le jasmin, auxquels on ajoute la tubéreuse et l'iris (le parfum de ce dernier n'étant pas fourni par la fleur mais par le rhizome). Les autres fleurs les plus utilisées sont la violette (dont on prend surtout les feuilles), la fleur d’oranger (ou néroli), le mimosa, les narcisses, la lavande et l'ylang-ylang, originaire des îles de l’océan Indien. La mode de ces fleurs varie selon les époques. Leurs essences sont aujourd'hui le plus souvent reconstituées plus ou moins bien, par des mélanges de molécules aromatiques synthétiques, ce qui en diminue largement le prix.
À l’exception des fleurs citées précédemment, du magnolia, de la jonquille, du cassia, du genêt et de l'osmanthus, toutes les autres sont appelées « fleurs muettes » car elles ne livrent aucun extrait utilisable dans un parfum, leur rendement d'extraction étant trop faible ou inexistant. La chimie organique permet d'imiter toutes ces « fleurs muettes » par exemple le muguet, le pois de senteur, le lys, le lilas, la pivoine ou le chèvrefeuille,,,,.

##### Fruits
Pour l’essentiel, les fruits utilisés en parfumerie sont des agrumes. Ils constituent une famille olfactive appelée hespéridés, très présente dans les eaux de Cologne. On y trouve les diverses variétés de citrons et d’oranges, notamment la limette et la bergamote. Les autres fruits sont le plus souvent des produits de synthèse, le plus fréquemment utilisé étant la vanille.

##### Autres matières végétales
Elles sont nombreuses, depuis les arbres jusqu’aux herbes les plus modestes. Dans un arbre ou un arbuste, on peut utiliser l’écorce ou le bois (cannelle, santal, cèdre, bouleau, gaïac), ou encore la résine (encens, myrrhe, benjoin, labdanum), voire les mousses qui se développent sur son écorce (mousse du chêne). Pour les plantes, on les prend telles quelles (romarin), ou bien on préfère leurs feuilles (patchouli, verveine), leurs racines (vétiver, gingembre) ou leurs graines (cardamome, coriandre, fève tonka).

#### Matières premières animales
Six essences animales sont utilisées dans la confection de parfums, le plus souvent aujourd’hui sous forme synthétique car des questions réglementaires ou d’éthique empêchent ou freinent leur emploi. Elles jouent le rôle de fixateurs et se rencontrent surtout dans les parfums masculins, du moins pour les trois premières.
- Le musc, sécrétion produite par un cervidé mâle appelé chevrotain porte-musc. Le musc est produit par le chevrotin du Tibet pour attirer la femelle (c’est une substance qui peut être sentie à plus de 1 km aux alentours). Pour protéger l’espèce, la chasse a été interdite et l’exportation de musc est sévèrement réglementée : autrefois il fallait tuer le chevrotin pour récupérer ses glandes et désormais les muscs de synthèse sont beaucoup moins chers.
- Le castoréum, excrétion sébacée du castor. Le castoréum est issu des glandes situées entre l’anus et les parties génitales du castor du Canada (mâle et femelle). Cette substance est un produit huileux qui sert à imperméabiliser la fourrure du castor.
- La civette, sécrétion de l’animal du même nom. Le produit recherché s’obtient par curetage des glandes situées sous la queue de l’animal.
- L’ambre gris, calcul intestinal issu du cachalot, qui erre sur les flots pendant de long mois avant d’être recueilli sur les plages des océans indien ou pacifique, le plus souvent.
- La cire d’abeille, sécrétion produite par les abeilles dans la ruche, on l’extrait sous forme d’absolue (produit final) au moyen de solvants volatils produisant une concrète qui, lavée à l’alcool, donne l’absolue de cire d’abeille ou absolue de brèche d’abeille.
- L’hyraceum est produite par le Daman du Cap (Procavia capensis), un petit mammifère d’Afrique du Sud ayant l’apparence d’un gros rongeur. L’hyraceum est de l’urine riche en phéromones déposées par les membres d’une colonie, toujours au même endroit. Après plusieurs siècles de vieillissement, l’urine est pétrifiée. Elle prend alors la forme d’une pierre d’un brun sombre. Ce produit est alors traité sous forme de teinture, ou par dissolution dans des solvants comme l’alcool. L’hyraceum est utilisé en parfumerie et en médecine traditionnelle.

#### Matières premières synthétiques

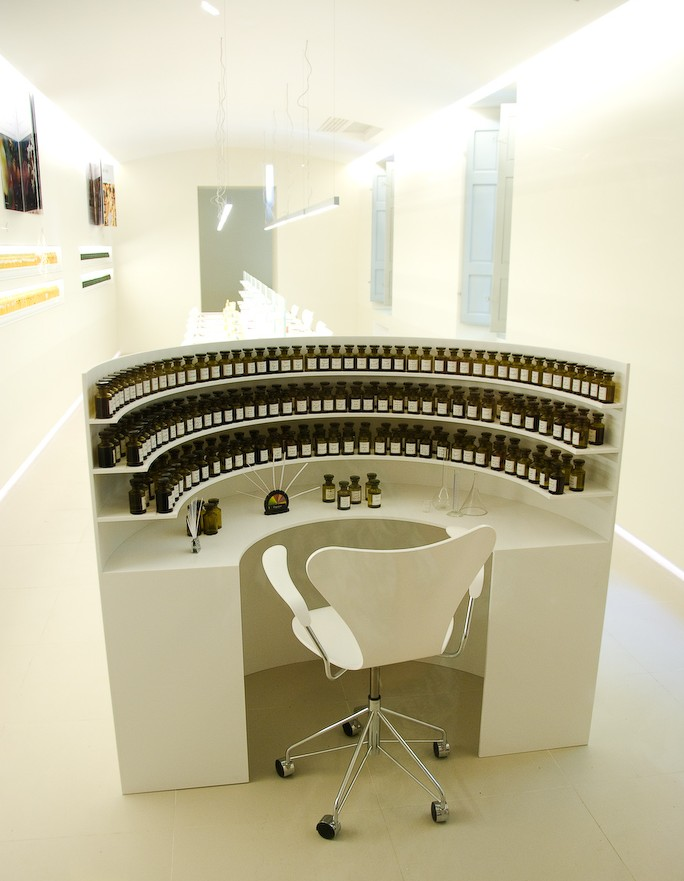
Orgue à parfum.

L’essor de la chimie au XIXe siècle a profondément modifié la parfumerie et ses techniques de fabrication. La synthèse a notamment permis aux parfumeurs d’accéder à de nombreuses matières premières qui n’existent pas à l’état naturel. Et, depuis la fin du XIXe siècle, la chimie joue un rôle de plus en plus important en parfumerie. Certains composés naturels très chers ou très difficiles à se procurer (c’est le cas par exemple des essences animales) ont été remplacés par des produits synthétiques. Cette évolution a permis de faire que le parfum ne soit pas un produit inabordable, notamment grâce à l’apparition de nouvelles maisons (Guerlain en 1828, Piguet, Coty) à la même époque. Les composés synthétiques permettent aussi dans certains cas de préserver la flore (déforestation, plantes en voie de disparition...) et la faune (les muscs synthétiques préservent les animaux tels civette ou bouquetin à musc).
Vers 1830, en France, des chimistes (et non des parfumeurs) ont mis au point pour la première fois des techniques permettant la synthèse de molécules odorantes. De nos jours, ces molécules synthétiques représentent 98 % de la totalité des substances utilisées en parfumerie. Ce pourcentage s’explique du fait que la synthèse représente de nombreux avantages. Tout d’abord, certaines odeurs comme celles du muguet ou du lilas n’avaient jamais pu être extraites bien que le parfum qu’elles dégageaient fût plus que prometteur. La Maison L.T. Piver, sous la direction de Jacques Rouché et Georges Darzens, vont modifier l’art du parfumeur en introduisant dans la composition des essences, les nouvelles matières chimiques appropriées, c’est-à-dire celles dont la teneur olfactive pourrait remplacer certaines fleurs naturelles et fixer les autres. Darzens, à l’origine de la première synthétisation du salicylate d’amyle, avait créé l’un des ingrédients clés du parfum Trèfle Incarnat pour son odeur estivale et herbifère. L’introduction des matières premières comme l’Hydroxycitronellal (faux muguet) dans les formules rendait les parfums tenaces. Désormais, grâce aux progrès dans le domaine de la chimie organique leur synthèse est possible. D’autre part, le coût de fabrication des essences végétales, les quantités de fleurs et les difficultés d’approvisionnement liées aux conditions climatiques ou économiques ont rendu obligatoire le recours aux molécules de synthèse. De même pour les fragrances issues des sécrétions produites par les animaux : depuis l’apparition de leurs équivalents synthétiques, les matières premières animales ne sont quasiment plus utilisées pour des raisons évidentes de protection des animaux (à noter qu’elles ne sont cependant pas interdites). Les parfums synthétiques ont donc des avantages économiques (puisque avant les années 1900 les parfums n’étaient accessibles qu’aux classes aisées), mais également écologiques. Mais en plus de copier la structure chimique des molécules existantes dans la nature, elle permet d’enrichir la palette des parfumeurs avec des odeurs totalement inédites et souvent à l’origine de succès commerciaux. Effectivement, autrefois, les créateurs en parfumerie avaient à leur disposition seulement 300 odeurs différentes alors qu’aujourd’hui, ils en possèdent plus de 4 000 pour composer leurs fragrances et ce chiffre ne cesse d’augmenter.
Pour réaliser la synthèse d’une substance, il faut tout d’abord chercher les composants (molécules) de l’odeur à reproduire en employant des techniques sophistiquées d’analyse telles que le head space. Une fois que les molécules ont été identifiées et isolées, on peut les reproduire en laboratoire. Deux possibilités s’offrent aux chimistes : l’hémisynthèse ou la synthèse. L’hémisynthèse est une technique qui permet de réaliser une synthèse à partir d’une molécule naturelle, tirée d’une essence végétale, déjà très proche de celle qu’on recherche et qui subira seulement quelques transformations : elle deviendra ainsi totalement identique à celle désirée. Par exemple pour la vanille, l’espèce odorante majoritaire appelée principe actif, est la vanilline. Elle n’est présente qu’à 2 % dans les gousses : son extraction ne suffirait donc pas à couvrir les besoins mondiaux. C’est pourquoi on a décidé de réaliser la synthèse de la vanilline à partir de la lignine, un sous produit de la fabrication du papier, on obtient ainsi une molécule identique mais 300 fois moins chère. La synthèse totale, elle, recrée les corps à partir d’une matière fossile issue de la pétrochimie (alcool, benzène, acides, etc.) comme les réactions d’estérification) qui correspondent à l’action d’un acide sur un alcool. Une synthèse nécessite parfois toute une série de réactions chimiques (estérification, cyclisation : rendre une molécule linéaire cyclique, hydrogénation, etc.). Plus il y a d’étapes, plus le produit final coûtera cher.

#### Le retour des matières premières naturelles
Depuis les années 1970 en Europe et avant cela aux États-Unis, des mouvements divers mettent en valeur les risques présentés par l'artificialisation croissante de l'environnement et la part de la chimie et des produits de synthèse dans l'agriculture, l'alimentation et les produits cosmétiques. Après une phase de développement de produits de synthèse (dont certains se sont substitués à des matières rares végétales ou animales), l'industrie du parfum et les consommateurs semblent se réorienter vers l'usage de matières premières naturelles pour la composition des parfums. Ce mouvement s'accompagne de plus d'une tendance à rechercher des produits labellisés d'origine biologique, avec un souci de protection de l'environnement et/ou une peur des effets nocifs des produits chimiques et de synthèse (cancers, stérilité, perturbation endocrinienne, etc.), ou de manière générale un souhait d'authenticité. Ceci pousse les maisons de parfum à formuler leurs produits avec des essences naturelles et réelles de fleurs, plantes, de bois... ainsi, une nouvelle famille olfactive est née : les parfums biologiques et naturels — 100 % d'origine naturelle, ils sont aujourd'hui le nouveau terrain de nouvelles créations aux odeurs pures et nouvelles. L'avenir de la parfumerie semble être tourné vers plus de naturalité. Néanmoins, naturel ne veut pas dire sans risques pour la santé humaine. En effet, les huiles essentielles naturelles, même biologiques, peuvent présenter des problèmes d'allergies, de photosensibilisations, etc.

### Extraction

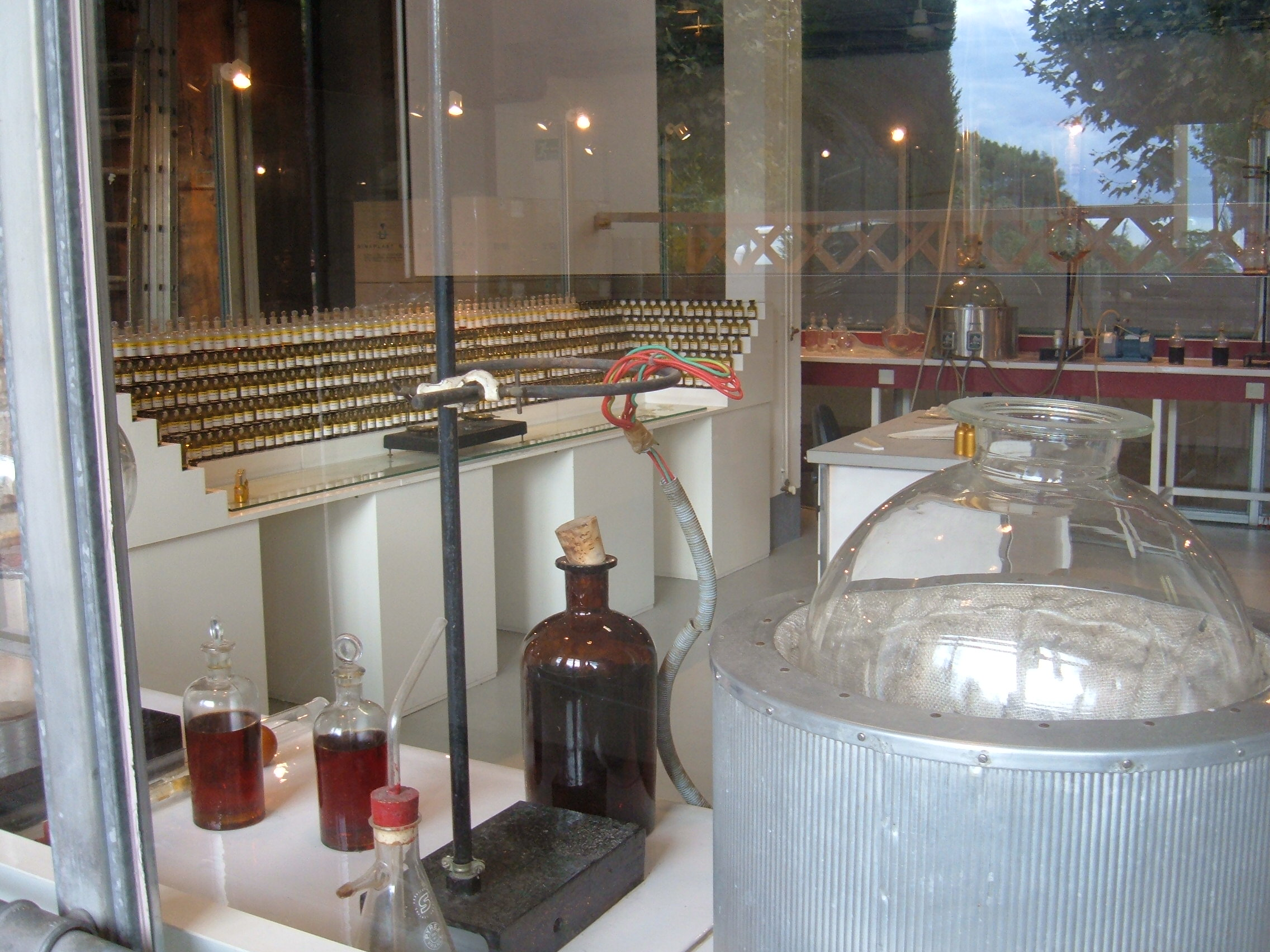
Laboratoire de Fragonard.

On appelle extraction le processus qui permet de transformer en essence une matière première. Les exemples ci-dessous concernent les formes traditionnelles d’extraction et quelques méthodes modernes :
- l’expression : pratiquée uniquement avec les agrumes, elle permet par simple pression d’extraire l’essence contenue dans l’écorce des fruits. L’opération est aujourd’hui accomplie grâce à des centrifugeuses ;
- la distillation à la vapeur d’eau : la matière première récoltée est disposée dans un alambic, avec de l’eau qu’on porte à ébullition. La vapeur d’eau transporte l’essence dans un condensateur, puis dans un séparateur ;
- la rectification : les essences obtenues par distillation sont parfois purifiées par rectification sous vide, procédé à basse température plus respectueuse des matières fragiles ;
- l’enfleurage à chaud : utilisé avec des pétales de fleurs pas trop fragiles (rose, narcisse), il consiste à les plonger dans un bain de graisse animale que l’on fait chauffer à plusieurs reprises. Lorsque les fleurs ont donné toute leur essence, elles sont jetées et remplacées par d’autres, jusqu’à obtention d’une graisse suffisamment saturée. La graisse est ensuite lavée avec de l’alcool, jusqu’à obtention de l’essence dite absolue ;
- l’enfleurage à froid : utilisé lorsque les fleurs sont trop fragiles (jasmin, tubéreuse). Le principe est le même que pour l’enfleurage à chaud, mais les pétales sont disposés sur des tiroirs remplis de graisse froide. L’enfleurage n’est plus pratiqué aujourd’hui de cette façon ;
- l’extraction par solvants : se fait à l’aide de solvants volatils (éther de pétrole, hexane, benzène, ce dernier n’étant plus utilisé aujourd’hui) suivi en général par une extraction à l’éthanol ;
- la macération : pratiquée pour obtenir les essences animales, elle consiste à laisser macérer la matière première dans de l’alcool ;
- l'extraction au CO2 supercritique : la plus moderne des technologies est issue de l'industrie pharmaceutique. Elle consiste à faire traverser de la matière première dont on souhaite extraire les molécules olfactives (vanille par exemple), par du CO2 à l'état dit « supercritique ». Il s'agit d'un état de la matière, qui s'obtient en portant le CO2 à température ambiante à très haute pression. Cette technique est celle qui à ce jour obtient les résultats les plus proches du naturel car elle préserve les molécules olfactives. Elle est cependant très chère à mettre en œuvre et ne convient pas à toutes les matières premières ;
- la technologie WPE : la Water Plant Emulsion utilise des ingrédients naturels pour créer une émulsion à partir de substances non homogènes. Ce mélange renforce l'efficacité des actifs qui sont répartis de façon homogène et permet notamment une meilleure rémanence du parfum[28].

### Mélanges

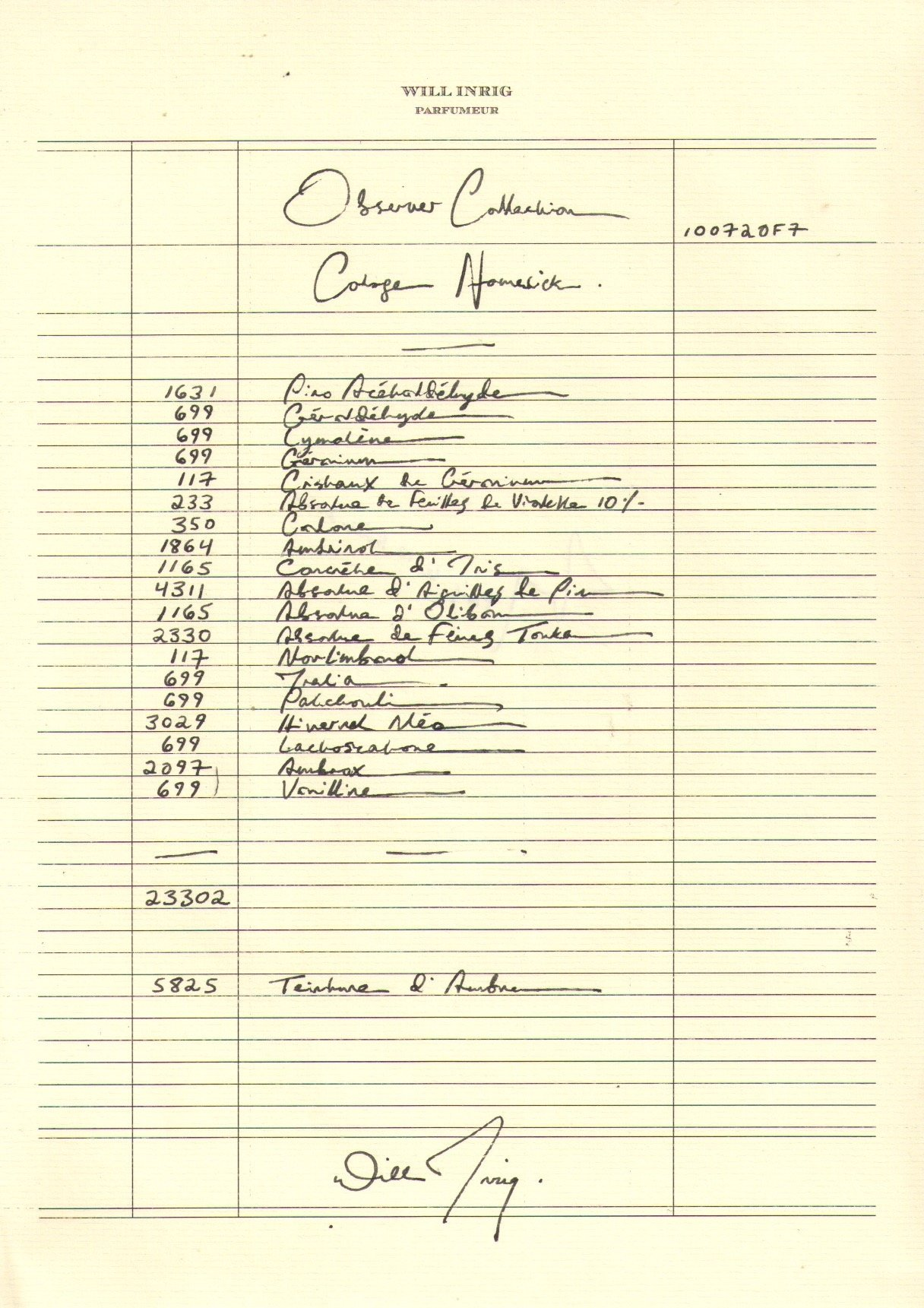
Formule du parfum Homesick. de l'Observer Collection, 2021

Une fois les diverses essences obtenues, c’est au parfumeur qu’il conviendra de les mélanger, par de savants dosages. Il utilise pour cela un orgue à parfums, boîtier ou étagère en forme d’orgue contenant une sélection des extraits à mélanger. Puis le parfum obtenu sera mêlé à un excipient, en principe de l’alcool, mais également de l’eau et d’autres solvants avec une concentration plus ou moins forte selon le produit que l’on veut obtenir. Le procédé et les dosages précis resteront un secret de fabrication.

## Aspects olfactifs

### Familles olfactives
Les parfums fabriqués par l'Homme sont traditionnellement classés en sept grandes familles olfactives, dont les noms peuvent varier selon les modes :

#### Les «floraux»
Les « floraux » sont élaborés autour d’une ou plusieurs senteurs florales. Lorsqu’une impression olfactive est fondée sur une seule fleur, on parle de soliflores (c’est pratiquement le cas de Diorissimo avec le muguet, bien que les notes multiples puissent pondérer cette impression). Dans cette famille, on compte plusieurs sous-familles comme les floraux-fruités (la plus productive en matière de lancements parfumés), les floraux-boisés, les floraux-verts...

#### Les «boisés»
Les « boisés » désignent des parfums dominés par des notes boisées telles le vétiver, le cèdre, le santal, le patchouli, ambré.

#### Les «orientaux»
Les « orientaux », ou ambrés, sont dominés par un mélange de vanille, de notes de baumes et de résines telles la fève tonka, la coumarine ou l’opopanax, auxquelles se mêlent des notes de bois, d'épices ou de fleurs. Cette famille olfactive doit son nom à Ambre Antique, créé en 1905, par François Coty. C'est une famille très large, représentée aussi bien chez les femmes que chez les hommes. La famille orientale comprend plusieurs sous-familles : les orientaux boisés (Allure et Allure pour Homme de Chanel), les orientaux-vanillés (Émeraude, Shalimar, L de Lolita Lempicka), les orientaux-floraux (L'Origan, de Coty, L'Instant de Guerlain, Flower by Kenzo), les orientaux-épicés (Opium d'Yves Saint Laurent), les orientaux-gourmands (Angel)...

#### Les «hespéridés»
Les « hespéridés » sont construits à base de zestes d’agrumes, et constituent en principe la dominante des eaux de Cologne. Les anciennes maisons de Parfumerie, telles que L.T. Piver en comptent beaucoup, notamment leur première eau de Cologne "A la Reine des Fleurs" composée en 1774, qui comporte une dominante d'agrumes en note de tête et de fond.

#### Les «fougères»
Les « fougères » (en référence à « Fougère Royale » d’Houbigant) sont construites sur une alliance de lavande, notes aromatiques, géranium, vétiver, coumarine, mousse de chêne. Elles sont à la base de nombreuses eaux de toilette masculines. Jicky, une des seules vraies fougères au féminin est créé en 1889 par Guerlain. Pour un homme, créé par Caron en 1934, reste aujourd’hui un des parfums fougère les plus emblématiques.

#### Les «chyprés»
Les « chyprés » (ou chypres) forment une famille née après la création du parfum Chypre en 1917 de François Coty. Ce sont des parfums initialement construits sur un accord bergamote notes fleuries (rose, jasmin...) et évoluant vers un fond boisé / mousse (mousse de chêne-patchouli) — labdanum.

#### Les «cuirs»
Les « cuirs » sont des créations olfactives rappelant l'odeur du cuir tanné. On a souvent coutume de classer cette famille, très petite en termes de lancements, dans la famille chypre. Très typés, les parfums cuirs sont généralement portés indifféremment par des hommes ou des femmes. Pour reproduire l'odeur du cuir, on utilise des notes pyrogénées comme le bouleau, l'Isobutyl quinoléine (molécule de synthèse à odeur cuirée puissante et légèrement verte) ainsi que d'autres composants comme les notes animales, le ciste labdanum, les accords tabac ou miel... Exemples de cuirs célèbres : Bel Ami d'Hermès, Cuir de Russie de Chanel, Cuir de Russie de L.T. Piver, Bandit de Robert Piguet, Tabac Blond de Caron.

### Description d'un parfum
Il est impossible de décrire un parfum fabriqué par l'Homme en faisant la liste de ses composants, d’une part parce que ceux-ci sont souvent très nombreux, de l’autre parce que le parfumeur (malgré certaines pressions de l’Union européenne) n’est pas tenu de communiquer cette liste au public. Mais surtout, parce qu'il n'y a pas un lien direct entre la chimie d'une odeur et sa perception. Ainsi, deux molécules chimiquement très proches peuvent générer des perceptions très différentes.
Par contre, il est possible de classer un parfum selon sa famille olfactive, et de le décrire en fonction des notes qui apparaissent lors de son utilisation. De nombreuses classifications existent. La Société Française des Parfumeurs en propose une classique. Harmann et Reimer offre une présentation différente. La profondeur et la précision de toute classification reste intimement liée à l'expertise et à la curiosité du sujet. Depuis les recherches d'Axel et Buck (nobel 2004), on peut affirmer que le sens olfactif nous offre une infinité de combinaisons. Ainsi, de nombreux « objets olfactifs » sont à inventer, découvrir ou redécouvrir.
Classiquement, un parfum se décrit par des notes olfactives qui se différencient en notes de tête (celles qui sont liées à la première impression olfactive et sont les plus volatiles), notes de cœur (celles qui constituent le cœur du parfum et demeurent pendant plusieurs heures), et enfin notes de fond (celles qui persistent longtemps après que le parfum a été vaporisé et peuvent rester des mois sur un vêtement).
Plus la note de tête d'un parfum est importante et plus le résultat en sera frais et évanescent. À l'inverse, plus les notes de fond seront présentes, et plus vous obtiendrez un parfum riche et opulent.[réf. nécessaire]
À titre d’exemple, voici une description :
| Au nez : semi-ambré fleuri.                                     |
| --------------------------------------------------------------- |
| note de tête : bergamote, vert.                                 |
| note de cœur : jasmin, rose, fleur d’oranger, pêche.            |
| note de fond : frangipanier, vanille, baumes, opopanax, santal. |

## Parfums et parfumeurs célèbres

### Historique

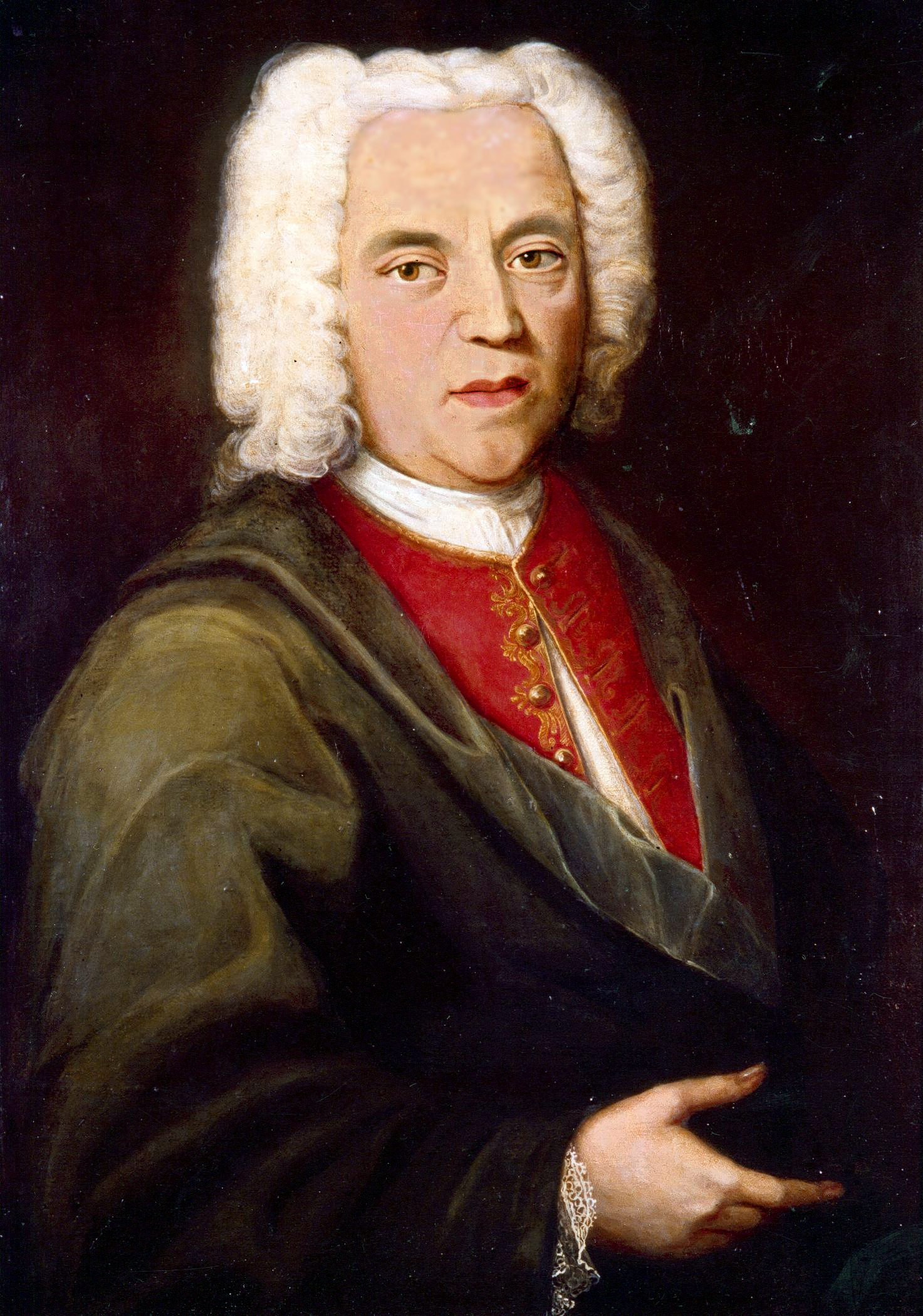
Jean Marie Farina (1685-1766), inventeur de l'eau de Cologne.

Quelques parfumeurs ont marqué leur temps, et quelquefois l’histoire de la parfumerie.
En 1709, Jean Marie Farina fonde la maison de parfum, Farina gegenüber à Cologne qui est aujourd’hui la plus ancienne maison de parfum du monde. Il appelle son nouveau parfum Eau de Cologne en honneur de sa ville. Il rend Cologne célèbre dans le monde entier en tant que ville du parfum.
Parmi les autres acteurs majeurs de l’histoire du parfum figurent les membres de la famille Guerlain, dont la dynastie commence avec Pierre-François Guerlain, qui ouvre une parfumerie à Paris en 1828. En 1853, la maison Guerlain crée l’Eau de l’Impératrice, et devient le premier fournisseur de Napoléon III. Mais la date la plus importante est sans doute 1889, année où Aimé Guerlain crée Jicky, considéré comme le premier grand parfum français, le premier alliant essences naturelles et essences de synthèse. S’ensuivra la création d’un parfum destiné aux hommes, Mouchoir de Monsieur (1904) composé par Jacques Guerlain à une époque où l’homme est encore très rétif au parfum. Un autre grand succès de Jacques Guerlain est Shalimar créé en (1925) souvent copié[réf. nécessaire].
On peut aussi considérer que la façade rénovée de l’immeuble Hugues Aîné, rue Mirabeau à Grasse, fut la première adresse de la plus ancienne parfumerie de Grasse depuis 1817.
À la fin du XIXe siècle, le français Henri Brocard fonda à Moscou une parfumerie qui devint la plus importante de son temps à l'échelle européenne.
Deux grands parfumeurs « indépendants » : Ernest Daltroff et François Coty, ce dernier, surtout connu pour Chypre (1917), un parfum d’une telle renommée qu’il donnera naissance à une famille olfactive. On doit à François Coty un certain nombre d’innovations dans le marketing : création d’une gamme de produits dérivés à partir d’un parfum (rouge à lèvres, poudre de riz...) ; création de flacons prestigieux produits par des maisons célèbres, comme René Lalique.
Les génies de la parfumerie, également appelés « nez », demeurent bien moins connus que les parfums qu’ils ont créés. C’est à Ernest Beaux que l’on doit le No 5 de Chanel. Edmond Roudnitska a créé pour Dior Diorissimo et Eau sauvage. Henri Alméras a composé pour Jean Patou, Joy (1929), lancé à l’époque comme étant le parfum le plus cher du monde.
Si les parfumeurs les plus célèbres sont souvent des hommes, depuis quelques dizaines d’années on voit apparaître des parfumeuses de renom, comme Sophia Grosjman (Trésor de Lancôme, Paris d'Yves Saint Laurent), Sophie Labbé (Organza de Givenchy, Emporio Armani Homme), Annick Menardo (Lolita Lempicka, Hypnose de Lancôme), Olivia Giacobetti, Françoise Caron (Eau d'Orange Verte d'Hermès, Apparition d'Ungaro), Isabelle Doyen (parfums Annick Goutal), Céline Ellena (parfums The Different Company), Honorine Blanc (Amor Amor Tentation de Cacharel, Belle d'Opium d'Yves Saint Laurent, Splash Pear de Marc Jacobs, Polo Explorer de Ralph Lauren, Amber Ylang Ylang d'Estée Lauder, Scarlett de Cacharel…). Le métier de parfumeur au féminin n'est toutefois pas nouveau, une des femmes précurseuses étant Germaine Cellier (1909-1976), créatrice de parfums pour des marques comme Pierre Balmain ou Robert Piguet.

### Les parfumeurs ounez

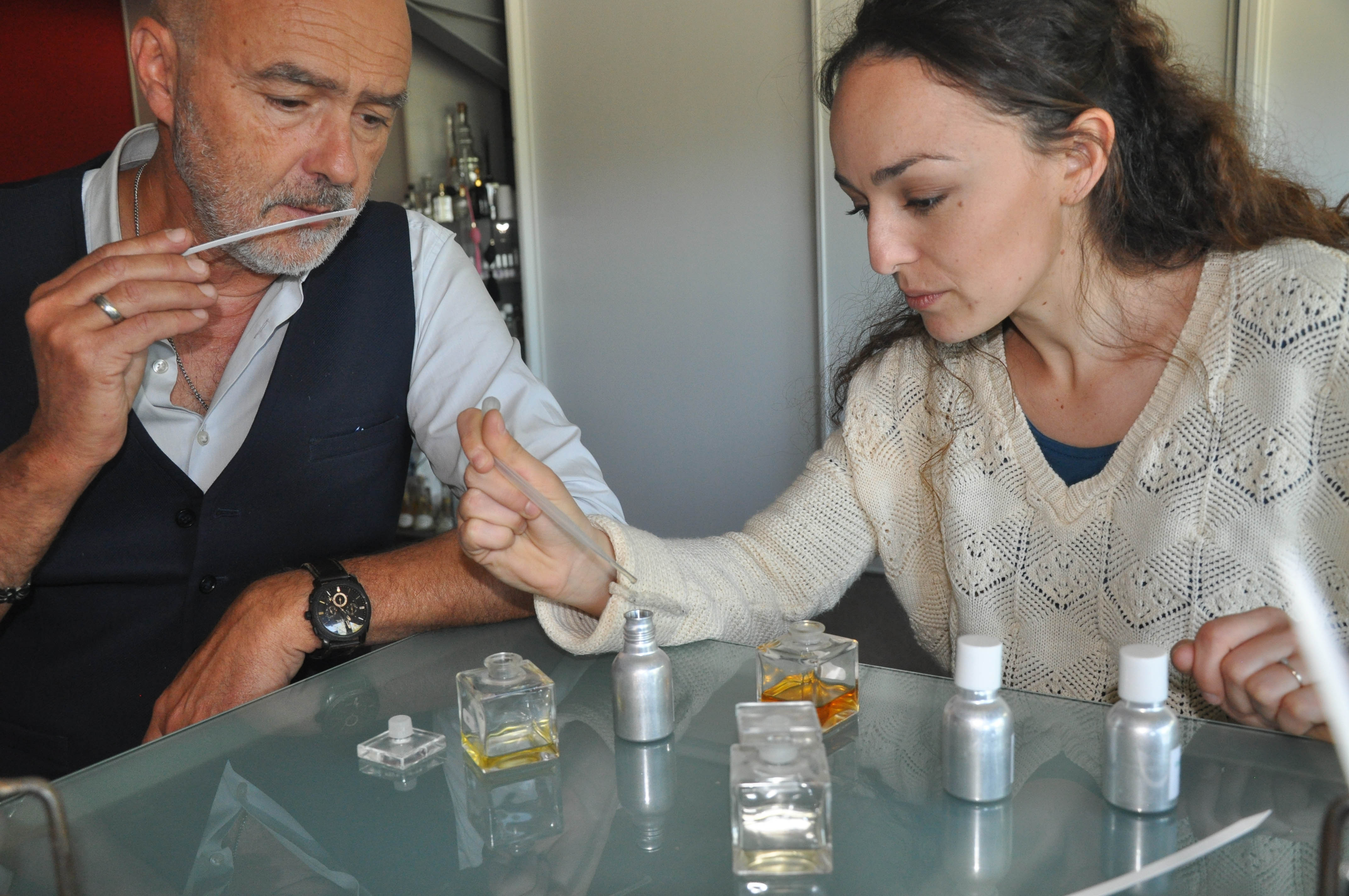
Des parfumeurs ("nez") en action

C’est le surnom par lequel on désigne les créateurs de parfums. À l’origine, les parfumeurs étaient des artisans qui vivaient exclusivement de leur art, tels Jean Marie Farina, François Coty ou la famille Guerlain. Mais le XXe siècle a vu apparaître des parfums liés aux maisons de couture, dont le plus célèbre reste le No 5 de Chanel. Au fil du temps, les parfumeurs se sont effacés derrière des marques de plus en plus puissantes et sont devenus des prestataires au service de la griffe prestigieuse pour laquelle ils créent, mais à laquelle ils ne sont plus exclusivement attachés. Aujourd’hui et à de rares exceptions (Chanel, Guerlain, Patou, Hermès, Cartier ont tous les cinq leur propre « nez »), les parfumeurs sont salariés de groupes chimiques internationaux. Si les sociétés de parfumeurs étaient historiquement situées à Grasse comme les Français Mane SA, Robertet, Charabot les plus grandes d’entre elles sont aujourd’hui suisses comme les Genevois Firmenich et Givaudan, allemandes comme les sociétés Symrise et drom fragrances, ou américains comme la société IFF. Quand une marque décide de lancer un nouveau parfum, les parfumeurs sont mis en compétition les uns contre les autres. Finalement et après de multiples essais et tests auprès des consommateurs, un seul parfum sera retenu et lancé sur le marché, portant le nom de la marque et non plus celui de son créateur.

### Maisons de composition de parfum
Si les marques imaginent et lancent de nombreux parfums, dans la plupart des cas ce ne sont pas elles qui formulent ces parfums. Cependant, certains groupes comme Shiseido possèdent leurs propres laboratoires, et font appel à des créateurs dédiés (comme ce fut le cas pour Serge Lutens).
Les parfumeurs travaillent le plus souvent dans des « maisons de composition », telles Givaudan, Firmenich, IFF, Takasago, Symrise, Robertet, Mane, drom fragrances...
Certains parfumeurs travaillent toutefois exclusivement pour une marque de parfums, ayant leur propre laboratoire intégré (notamment Guerlain, Chanel, Hermès International, Jean Patou, Jean-François Latty pour Téo Cabanel). On utilise alors l’expression : « parfumeurs maison ».
Des créations comme Le Mâle de Jean-Paul Gaultier, CK One de Calvin Klein, J’Adore de Dior ou Flower by Kenzo ont été formulées par des parfumeurs.

## Santé
Une étude belge montre que les parfums peuvent jouer un rôle important dans les allergies de contact.
Les allergies au parfum toucheraient entre 1 et 5 % de la population et se manifestent sous forme d'eczéma du visage ou des mains,.
La perte ou la détérioration de l'odorat s'appelle l'Anosmie, dont les origines ne peuvent provenir de l'utilisation de parfums corporels.

## Musées du parfum ou de la parfumerie

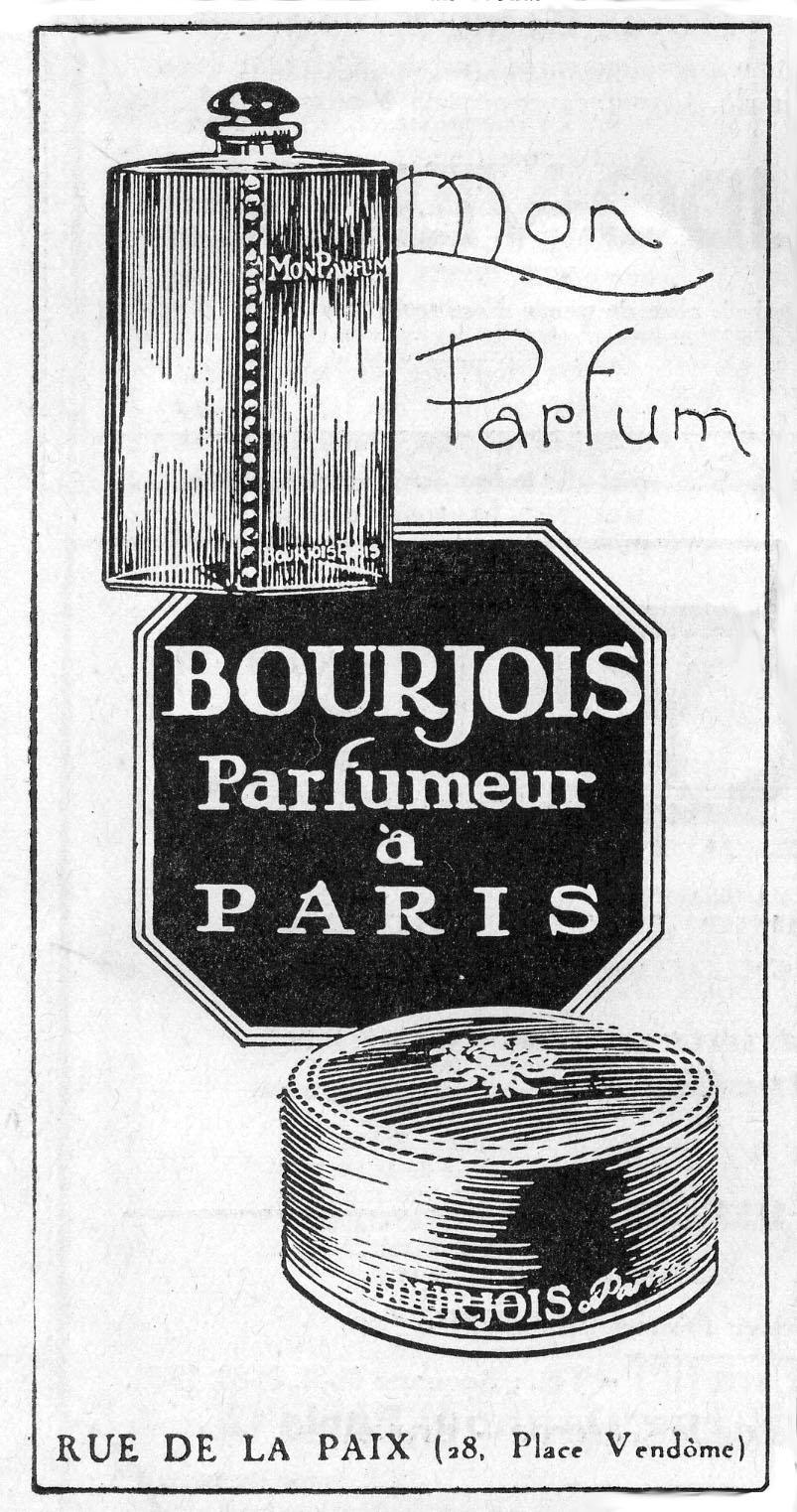
Réclame de 1923 (L'Illustration)

### France
- Musée de Parfums Galimard Èze-Village à Èze[36]
- Château de Chamerolles à Chilleurs-aux-Bois dans le Loiret
- Musée du flacon à parfum à La Rochelle dans la Charente-Maritime
- Musée international de la Parfumerie à Grasse dans les Alpes-Maritimes
- Osmothèque à Versailles en Île-de-France
- Musée du Parfum à Prissé en Saône-et-Loire
- Musée du Parfum à Paris en Île-de-France
- Nouveau Musée du Parfum à Paris en Île-de-France

### Ailleurs
- Musée du parfum à Andorre-la-Vieille en Andorre
- Musée du parfum à Escaldes-Engordany en Andorre
- Musée du Parfum à Cologne en Allemagne
- Museo del profumo[37] à Milan en Italie
- Musée du parfum à Barcelone en Espagne
- Musée du parfum au Palais Mocenigo à Venise en Italie
- Musée du parfum[38] à Saint-Pétersbourg en Russie
- Musée du parfum[39] à Dubaï en Émirats arabes unis

## Différentes concentrations et présentations
Il existe des parfums pour toutes les bourses, les prix variant en fonction de la réputation du produit, mais aussi selon le taux de concentration du parfum proprement dit dans l’excipient (alcool type éthanol, etc.) :
- « eau fraîche » (ou eau sans alcool) contient de 1 à 3 % de parfum ;
- « eau de Cologne » (EdC) (lancé en 1709) dosée de 4 % à 6 %. Original Eau de Cologne (marque déposée). Celles présentes sur le marché de niche ont un pourcentage plus élevé ;
- « eau de toilette » (EdT) contient de 7 à 12 % de concentré ;
- « eau de parfum » (EdP) atteint un taux de concentration de 12 à 20 % ;
- « extrait de parfum », de 20 % et jusqu'à 40 % (dans le cas de parfums particulièrement prestigieux). L’extrait n’est toutefois pas un assemblage pur de matières premières (formule brute utilisée par le parfumeur, aussi appelée concentré ou concrète) puisqu’il contient également de l’alcool au même titre que l’eau de toilette ou de parfum ;
- le « parfum en poudre » incorpore dans sa formulation 31 % d’essences de parfums dans un talc cosmétique compacté, sans présence d’alcool ;
- « huile essentielle » : ce terme s’applique aux produits aromatiques et volatils purs extraits des végétaux uniquement ; il ne s’agit donc pas de parfum en tant que tel. Dans l’absolu, le terme d’huile essentielle désigne les composants chimiques non dilués dans l’excipient ; dans la pratique, le terme est souvent confondu, l’huile essentielle ne se trouvant quasiment jamais pure.

En France, depuis 2011, l'alcool à 90° non dénaturé, utilisé pour les parfums, n'est plus disponible pour les particuliers à cause d'une taxe imposée aux pharmacies.